# Freya von Moltke
Freya von Moltke, z domu Deichmann (ur. 29 marca 1911 w Kolonii, zm. 1 stycznia 2010 w Norwich w stanie Vermont) – niemiecka prawniczka, działaczka opozycji antyhitlerowskiej, członkini Kręgu z Krzyżowej, żona jego inicjatora Helmutha von Moltke, pisarka.

## Życiorys
Freya Deichmann wychowała się w Kolonii, jako córka Carla Theodora Deichmanna i jego żony Aday z domu von Schnitzler. Za radą matki, po ukończeniu szkoły średniej, uczęszczała najpierw do szkoły rolniczej dla kobiet, a potem po zdaniu matury, immatrykulowała się na studia prawnicze. Zakończyła je obroną dysertacji doktorskiej.
W 1929 r. poznała Helmutha Jamesa von Moltke, którego w 1931 poślubiła. W 1937 r. urodził się ich syn Helmuth Caspar, a w 1941 r. drugi syn Konrad. W czasie nieobecności męża zarządzała dobrami w Krzyżowej. W systematycznie wysyłanej korespondencji mąż informował ją o swoich kontaktach i rozmowach. Była najbardziej zaufaną wspólniczką męża i regularnie brała udział w spotkaniach i dyskusjach w Krzyżowej i Berlinie. Opracowywała podstawowe teksty Kręgu i uratowała wiele dokumentów źródłowych ugrupowania, które ukryła w pasiekach w Krzyżowej. Gestapo nie dowiedziało się o jej udziale w spisku.
Po nieudanym zamachu na Hitlera, przeprowadzonym 20 lipca 1944 w Wolfsschanze większość członków organizacji oskarżono o zdradę stanu i skazano przed Volksgerichtshof (Trybunałem Ludowym) na śmierć. Wśród zabitych był także jej mąż. Freya von Moltke bezskutecznie starała się o jego zwolnienie z więzienia.
Od 1947 do 1956 r. zajmowała się pracą społeczną i mieszkała ze swoimi oboma synami najpierw w Związku Południowej Afryki, ojczyźnie jej zmarłej teściowej. W 1960 przeprowadziła się do Norwich, w stanie Vermont w USA, do filozofa kultury Eugena Rosenstock-Huessy, który w czasach młodości jej męża mocno wpłynął na Helmutha Jamesa von Moltke.
Angażowała się na rzecz zachowania dziedzictwa Kręgu z Krzyżowej, jak i przekształcenia dóbr w międzynarodowy ośrodek spotkań. Od 1990 r. była, jako honorowa przewodnicząca zarządu i rady, związana z Fundacją „Krzyżowa”, zajmującą się międzynarodową wymianą młodzieży i promowaniem dziedzictwa Kręgu z Krzyżowej.
W 2009 r. otrzymała nagrodę im. Adama Mickiewicza, przyznawaną przez Komitet Wspierania Współpracy Francusko-Niemiecko-Polskiej (Trójkąt Weimarski) za szczególny wkład w pojednanie i współpracę europejską.

## Publikacje
w języku niemieckim
- Briefe an Freya 1933–1945. (Briefe ihres Mannes), C. H. Beck, München 2005, ISBN 3-406-35279-0.
- Erinnerungen an Kreisau 1930–1945, C. H. Beck, München 2003, ISBN 3-406-51064-7.
- Für und wider. Entscheidungen in Deutschland 1918–1945 (wraz z Annedore Leber), Mosaik-Verlag, Berlin u. Frankfurt/M. 1961
- Die Verteidigung Europäischer Menschlichkeit, w: Beilage zur Wochenzeitung Das Parlament vom 28. Juni 2004, Aus Politik und Zeitgeschichte, B 27/2004, Bonn 2004
- Helmuth James und Freya von Moltke: Abschiedsbriefe Gefängnis Tegel September 1944–Januar 1945, C. H. Beck, München 2011, ISBN 978-3-406-61375-3.

w języku polskim
- Wspomnienia z Krzyżowej 1930-1945, Wydawnictwo Polsko-Niemieckie 2000
- Listy do Freyi. 1943-1944, Helmuth James von Moltke, Oficyna Wydawnicza Atut – Wrocławskie Wydawnictwo Oświatowe 2008
- Listy na pożegnanie. Wrzesień 1944 – styczeń 1945, Wydawnictwo Znak 2017